# NGC 23
NGC 23 (другие обозначения — UGC 89, IRAS00073+2538, MCG 4-1-33, ZWG 477.62, MK 545, ZWG 478.34, KUG 0007+256, PGC 698) — спиральная галактика с перемычкой (SBa) в созвездии Пегас.
Этот объект входит в число перечисленных в оригинальной редакции «Нового общего каталога».
Галактика отличается активным звездообразованием, в связи с чем она имеет достаточно большой ультрафиолетовый избыток и содержится в каталоге Маркаряна (MK 545).
Галактика включает в себя следующие структурные компоненты:
- внутренний диск массой ~ 2,5⋅1010 M⊙. Угол наклона внутреннего диска отличается от основного диска. Плотность экспоненциально убывает от центра с характерной шкалой 600 пк;
- перемычка длиной 14 кпк. Часть её закрыта пылью. Перемычка существует независимо от спиральных ветвей, возможно находится не в плоскости основного диска;
- основной диск с экспоненциальной шкалой около 6 кпк с мощной двухрукавной спиральной структурой волновой природы, простирающейся от 1,5 кпк до 30 кпк от центра;
- возможно наклонённый запылённый диск с параметрами ориентации, отличающимися от параметров основного диска.

Коротационный радиус галактики равен 26′′ ± 2′′ (около 8 кпк). Вблизи центра (на расстояниях 5′′ и 10′′ от центра) имеются два внутренних линдбладовских резонанса.
В NGC 23 обнаружена мазерная эмиссия H2O с изотропной светимостью 180 L⊙, активное галактическое ядро отсутствует. Галактика имеет высокую светимость в ИК диапазоне.
Галактика NGC 23 входит в состав группы галактик NGC 23. Помимо NGC 23 в группу также входят NGC 1, UGC 69, NGC 26, UGC 127, UGC 79 и UGC 110.